# Daniel Pézeril
Daniel Pézeril, né le 5 octobre 1911 à La Serena au Chili et décédé le 22 avril 1998 à Paris, est un prêtre catholique français de l'archidiocèse de Paris. Vicaire puis curé en différentes paroisses de Paris, et fondateur de la communauté sacerdotale de Saint-Séverin, il est nommé évêque auxiliaire de Paris en 1968. Il est également auteur de plusieurs écrits spirituels. Il est reconnu Juste parmi les nations pour son aide aux Juifs pendant la Seconde Guerre mondiale.

## Biographie

### Prêtrise
Daniel Pézeril est ordonné prêtre le 27 mars 1937 à Paris. Nommé vicaire à la paroisse Saint-Étienne-du-Mont dans le Ve arrondissement de Paris en 1941, il vient en aide pendant la guerre aux prisonniers évadés, aux personnes en situation irrégulière et à de nombreux juifs, ce pour quoi il reçut le titre de « juste parmi les nations ». Le 20 mars 1947, il est nommé aumônier adjoint du Centre catholique des intellectuels français, il devient alors proche d'un certain nombre d'entre eux, croyants ou non croyants, et en particulier de Georges Bernanos qu'il accompagne jusqu'à sa mort. 
Le 17 juillet 1948, il fonde la Communauté sacerdotale de Saint-Séverin, dont il est nommé supérieur par le cardinal Suhard. Il est aussi chargé de la paroisse du Quartier Latin, puis devient curé de Saint-François-d'Assise dans le XIXe arrondissement à partir du 26 juin 1952 et de Saint-Jacques-du-Haut-Pas dans le Ve arrondissement à partir du 17 septembre 1960.
En 1964, Pézeril participe, avec le père Marie-Jean Mossand, à la création du SITI, service inter-diocésain des travailleurs immigrés.
Le 10 novembre 1966, il est nommé vicaire général.

### Épiscopat
Le 30 septembre 1967, il est nommé évêque auxiliaire de Paris avec siège titulaire à Reperi en Algérie par le pape Paul VI. Il est consacré le 6 janvier 1968, en même temps que le père Robert Frossard, par Mgr Paolo Bertoli, nonce apostolique, assisté de Mgrs André Lerclerc et Victor Gouet. Durant son épiscopat, il entame un dialogue avec les francs-maçons et influence notamment le pasteur Michel Viot, dignitaire franc-maçon et « évêque » luthérien de Paris, dans son retour au catholicisme. Il prend finalement sa retraite le 5 octobre 1986, à l'âge traditionnel de 75 ans.
Mgr Pézeril meurt dans la nuit du 22 au 23 avril 1998 à l'hôpital de la Pitié-Salpêtrière de Paris.

## Œuvre
- Provocations, avec Marie-Jean Mossand, éd. Cerf, 1982 ;
- Les Prédestinés, avec Georges Bernanos et Jean-Loup Bernanos, éd. Seuil, 1983,  (ISBN 978-2020063821) ;
- Christianisme et droits de l'homme, avec Emmanuel Hirsch, Librairie des libertés, 1984,  (ISBN 978-2020063821) ;
- Le Christ étonné, Fayard, 1997,  (ISBN 9782213598796) ;
- Sortez de votre sommeil. Un évêque traverse le siècle, Parole et Silence, 2001,  (ISBN 978-2845730793) ;
- Pauvre et Saint curé d'Ars, éd. Seuil, 2002,  (ISBN 978-2020485807) ;
- Paris, son Église et ses églises, avec Bernard Violle, éd. Cerf, 2004,  (ISBN 9782204074001) ;
- Rue Notre-Dame, éd. Cerf, 2007,  (ISBN 9782204078764) ;
- Passage des vivants, éd. Cerf, 2007,  (ISBN 9782204075817) ;
- Spinoza l'étranger, avec Florence Delay, éd. Cerf, 2007,  (ISBN 9782204082037).